# Tre Valli Varesine 1974
La Tre Valli Varesine 1974, cinquantaquattresima edizione della corsa, si svolse l'11 agosto 1974 su un percorso di 242,8 km. La vittoria fu appannaggio dell'italiano Costantino Conti, che completò il percorso in 6h09'01", precedendo i connazional Giacinto Santambrogio e Enrico Paolini.
Sul traguardo di Varese 39 ciclisti, sui 91 partiti dalla medesima località, portarono a termine la competizione.

## Ordine d'arrivo (Top 10)
| Pos. | Corridore             | Squadra         | Tempo    |
| ---- | --------------------- | --------------- | -------- |
| 1    | Costantino Conti      | Zonca-Santini   | 6h09'01" |
| 2    | Giacinto Santambrogio | Bianchi-Piaggio | a 45"    |
| 3    | Enrico Paolini        | Scic            | a 1'59"  |
| 4    | Tony Houbrechts       | Bianchi-Piaggio | s.t.     |
| 5    | Wladimiro Panizza     | Brooklyn        | s.t.     |
| 6    | Gabriele Mugnaini     | Filotex         | s.t.     |
| 7    | Walter Riccomi        | Sammontana      | s.t.     |
| 8    | Luciano Borgognoni    | Dreherforte     | s.t.     |
| 9    | Roland Salm           | Zonca-Santini   | a 2'39"  |
| 10   | Attilio Rota          | Brooklyn        | s.t.     |